# Selma Lagerlöf
Selma Ottilia Lovisa Lagerlöf (ur. 20 listopada 1858 w Mårbacka, zm. 16 marca 1940 tamże) – szwedzka pisarka, nowelistka, przedstawicielka realizmu fantastycznego w literaturze szwedzkiej, laureatka Nagrody Nobla w dziedzinie literatury w roku 1909. Jako pierwsza kobieta została członkinią Akademii Szwedzkiej.
Międzynarodową sławę zyskała dzięki książce dla dzieci Cudowna podróż (szw. Nils Holgerssons underbara resa genom Sverige), która została przetłumaczona na ponad 50 języków.

## Życiorys
Selma Lagerlöf urodziła się w 20 listopada 1858 w parafii Östra Ämterviks, w Värmlandzie, jako piąte z sześciorga dzieci Erika Gustava Lagerlöfa, emerytowanego oficera, i Louise Wallroth. Wychowała się w rodzinnym majątku Mårbacka. Duży wpływ na rozbudzenie jej wyobraźni miała babka, która opowiadała jej różne legendy i opowieści. Pierwszą książkę przeczytała w wieku siedmiu lat, była to powieść Thomasa Mayne’a Reida Osceola the Seminole. Dzięki tej lekturze sama zapragnęła pisać.

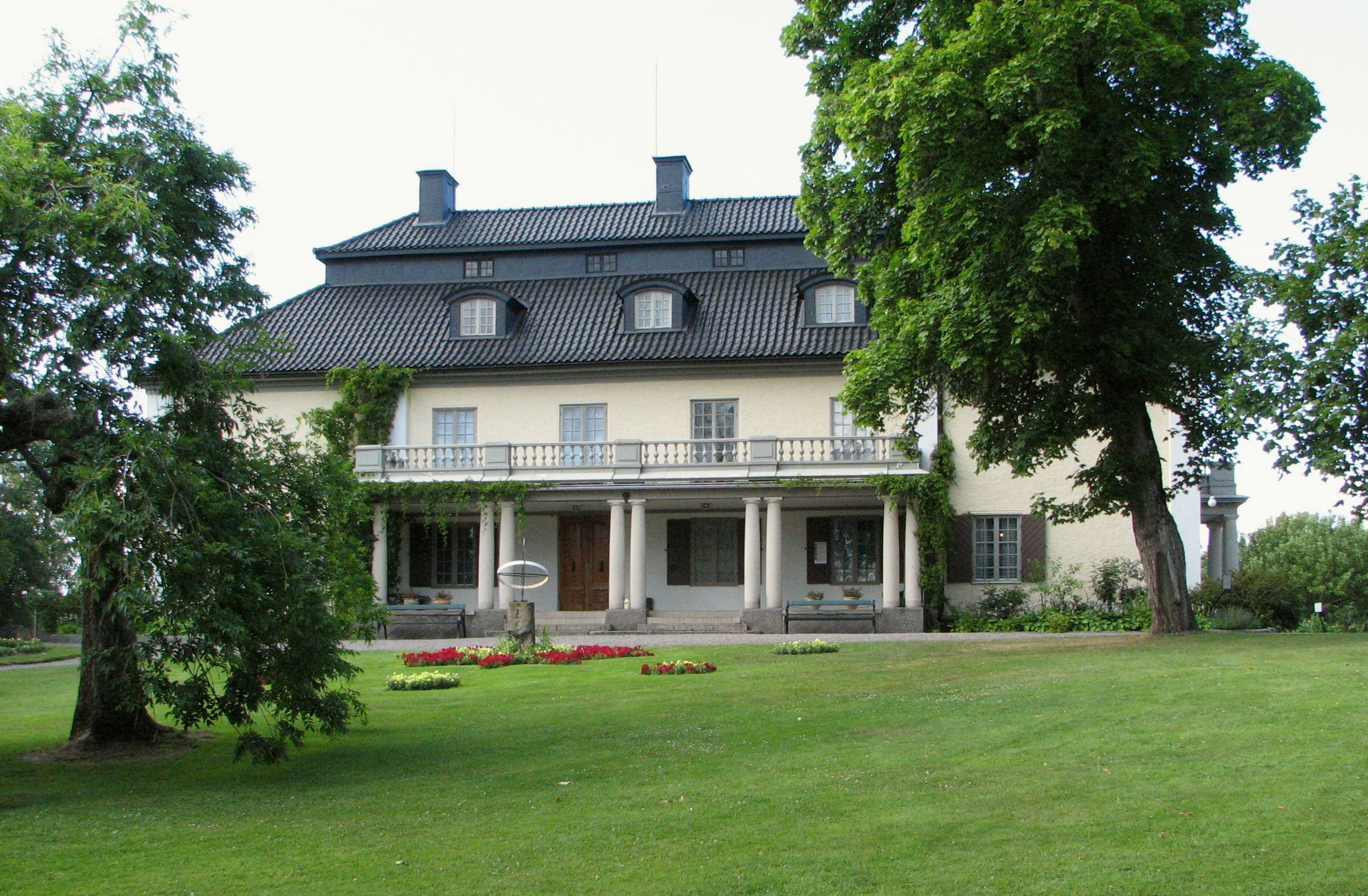
Mårbacka, dom Selmy Lagerlöf

W wieku dwudziestu lat opuściła dom i wyjechała do Sztokholmu, aby uczyć się w kolegium nauczycielskim (1882–1885). Tam zetknęła się z głównymi prądami epoki, przejmując od nich zwłaszcza religijny liberalizm i spencerowski ewolucjonizm. W czasie pobytu w Sztokholmie zmarł jej ojciec. Z powodów finansowych w 1887 rodzina musiała się wyprowadzić, a dom został sprzedany krewnemu. W 1889 Mårbacka ponownie została sprzedana.
Po otrzymaniu dyplomu dostała pracę w szkole dla dziewcząt w Landskronie, w Skanii, gdzie przebywała do 1895. Od tamtego roku utrzymywała się wyłącznie z pisarstwa. Otrzymała też wsparcie finansowe od rodziny królewskiej i Akademii Szwedzkiej, co skłoniło ją do całkowitego porzucenia nauczania.

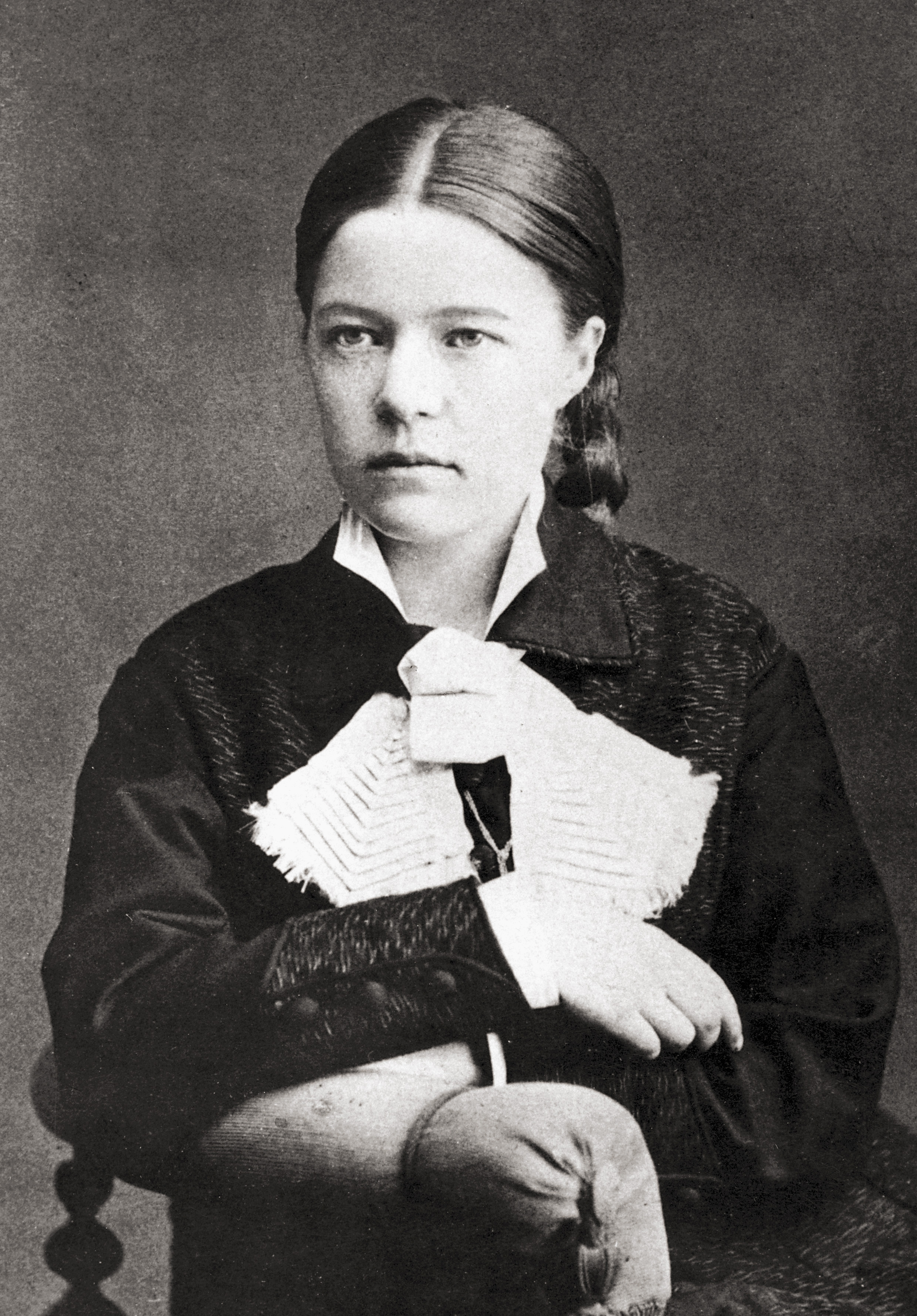
Selma Lagerlöf (1881)

W 1897 przeniosła się do Falun w regionie Dalarna. Odbyła kilka długich podróży po Europie wraz ze swoją przyjaciółką Sophie Elkan. Po śmierci ojca majątek Mårbacka został sprzedany. W 1907 odkupiła go dzięki pieniądzom otrzymanym za kolejne wydania swoich książek. Początkowo używała go jako letniego domu, ale w latach 1921–1923 przeprowadziła renowację i zamieszkała tam na stałe.
W zarządzaniu gospodarstwem wykazała się dużą przedsiębiorczością. Majątek obejmował około 90 ha gruntów rolnych i 90 ha gruntów leśnych. Selma Lagerlöf była jednym z największych pracodawców w okolicy, w majątku pracowało około 30 osób. Posiadała krowy, konie, świnie, gęsi, kury i indyki, duży sad oraz ogródek warzywny. Plony były sprzedawane w jej sklepie i na targu i dostarczane do hoteli w Sunne. Oprócz rolnictwa, które zostało zmechanizowane, przez pewien czas prowadziła Aktiebolaget Mårbacka Havremjöl produkującą mąkę i płatki owsiane, które sprzedawała w Sztokholmie i eksportowała do USA.
Lagerlöf zmarła w Mårbacka 16 marca 1940.

## Poglądy i działalność społeczna
Selma Lagerlöf przez całe życie była mocno zaangażowana w walkę o prawa wyborcze kobiet. Na międzynarodowym kongresie ruchu na rzecz praw wyborczych dla kobiet w Sztokholmie w 1911 wygłosiła przemówienie Dom i państwo. W 1916 została członkinią Krajowego Związku Liberałów (szw. Frisinnade landsföreningen) i była zaangażowaną liberałką do końca życia. W 1934 była jedną z osób, która poparła powstanie szwedzkiej Ludowej Partii Liberałów. Angażowała się również w politykę na szczeblu lokalnym. Była członkinią komitetu miejskiego i rady ds. opieki społecznej w parafii Östra Ämterviks.
Dystansowała się od prześladowań Żydów w Niemczech w latach 30. XX wieku. Pomogła Nelly Sachs zdobyć wizę szwedzką i ofiarowała jedno opowiadanie na rzecz pomocy prześladowanym w nazistowskich Niemczech. Doprowadziło to do bojkotu w Niemczech, ale nie wpłynęło to na nią, mimo że niektórzy oczekiwali od niej jeszcze większego zaangażowania. Dziennikarz i pisarz Bosse Schön twierdzi, że Lagerlöf popierała rasizm naukowy, ponieważ w 1921 podarowała nagrodę na konkurs piękności dla „prawdziwe szwedzkiej kobiety”.
Na początku II wojny światowej wysłała swój medal noblowski rządowi Finlandii, aby pomóc mu w zdobyciu pieniędzy na walkę z wojskami radzieckimi. Rząd fiński był tak poruszony tym gestem, że zdobył pieniądze innymi metodami i zwrócił jej medal.

## Twórczość

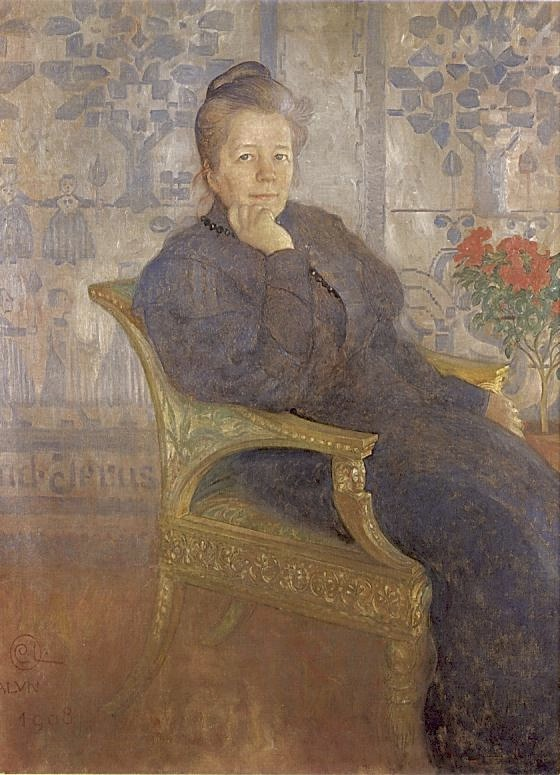
Obraz Carla Larssona, Selma Lagerlöf (1908)

Lagerlöf podjęła pierwsze próby literackie w dzieciństwie; w latach 80. XIX w. publikowała sonety na łamach czasopism. Fascynację światem baśni, legend i wierzeń rodzimego regionu zawdzięczała babce. W 1890 otrzymała nagrodę tygodnika „Idun” za 5 początkowych rozdziałów powieści Gösta Berling, utrzymanej w poetyce neoromantycznej. Opisała w nich życie i obyczaje mieszkańców värmlandzkich dworków na początku XIX w., wzbogacając fabułę wątkami baśniowymi i legendami. W 1891 powieść ukazała się w formie książkowej. W 1894 wydała zbiór opowiadań Związki niewidzialne.
W latach 90. XIX w. pisarka dużo podróżowała. Wizyta we Włoszech zaowocowała powieścią wydaną w 1897 pod tytułem Dziwy Antychrysta, w której poruszyła problem rozdźwięku między katolicyzmem a socjalizmem na Sycylii. Pobyt w Egipcie i Palestynie (1899–1900) stał się inspiracją dla epickiego eposu chłopskiego Jerozolima (t. 1–2, 1901–1902), w którym Lagerlöf, na wzór sagi islandzkiej, ukazała rozkład społeczności wiejskiej i religijności luterańskiej. Powieść zawiera poglądy religijne pisarki bliskie mistyce i teozofii.

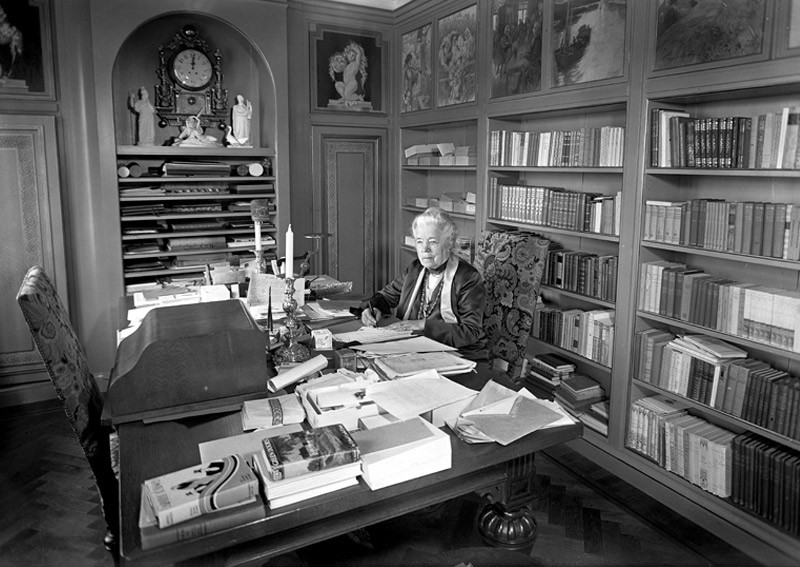
Selma Lagerlöf (1933)

Największą popularność Lagerlöf zyskała dzięki pisanemu na zamówienie podręcznika do nauki geografii Szwecji Cudowna podróż (t. 1–2, 1906–1907). W 1899 wydała powieść En herrgårdssägen zawierającą symboliczny język baśni, wątki mitologiczne i biblijne, które wykorzystała jako tło do ukazania wnikliwych obserwacji społecznych zachowań. W 1904 ukazała się poetycka powieść grozy Skarb rodu Arne oraz tom nowel Legendy Chrystusowe, w 1911 opublikowała powieść Ojczyzna Liljekrony zawierającą wspomnienia z dzieciństwa. W 1912 wydała powieść Niewidzialny woźnica, w 1914 ukazała się książka Tętniące serce, której akcja rozgrywa się w krajobrazach rodzinnej prowincji Värmland. Napisała także trzy książki autobiograficzne: Mårbacka (1922), Pamiętniki dziecka (1930) i Dziennik (1932), a także cykl powieściowy o rodzinie Löwensköldów, trylogię opartą na motywach autobiograficznych: Pierścień generała (1925), Charlotte Löwensköld (1925) i Anna Swärd (1928).
Selma Lagerlöf zyskała światową renomę, a jej prace zostały przetłumaczone na wiele języków obcych. Cudowna podróż została przetłumaczona na około 60 języków, a Gösta Berling na około 50.

## Nagrody i wyróżnienia
Selma Lagerlöf za życia otrzymała wiele dowodów uznania. W 1904 otrzymała złoty medal Akademii Szwedzkiej, w 1909 jako pierwsza kobieta otrzymała Nagrodę Nobla w dziedzinie literatury (za „obecny w jej pismach wzniosły idealizm, żywą wyobraźnię oraz duchowe postrzeganie”). W poprzedzających latach Lagerlöf była wielokrotnie nominowana do nagrody, ale jej kandydatura była odrzucana przez ówczesnego stałego sekretarza Akademii, Carla Davida af Wirséna.
W 1914, jako pierwsza kobieta, została członkiem Akademii Szwedzkiej, gdzie zajęła fotel nr 7. Pisarz Hjalmar Gullberg w mowie wygłoszonej po wstąpieniu do Akademii w 1940, gdzie zajął miejsce Lagerlöf, powiedział, że Selma Lagerlöf była „królową naszej literatury, najbardziej znaną Szwedką na świecie od czasów Świętej Brygidy”. Wielu badaczy literatury, zarówno szwedzkich, jak i zagranicznych, przeprowadziło szereg badań naukowych nad jej twórczością.

## Fundacja Mårbacka
Fundacja Mårbacka została założona przez Selmę Lagerlöf w celu zachowania i zarządzania jej majątkiem oraz pamiątkami. W domu utworzone zostało muzeum, które jest otwarte cały rok dla zwiedzających. Wszystkie przychody przeznaczane są na utrzymanie obiektu. Kuratorem muzeum jest Irene Henriksson, w posiadłości zatrudnionych jest około dwudziestu pracowników.
22 kwietnia 1972 decyzją zarządu fundacji ufundowana została Nagroda Mårbacka. Laureat wyłaniany jest spośród szwedzkich lub zagranicznych pracowników kultury, badaczy, autorów, artystów, muzyków, przedstawicieli teatru, filmu i prasy, wydawców itp. Laureat musi być powiązany z twórczością lub kierunkami zainteresowań Selmy Lagerlöf. Nagroda przyznawana jest co dwa lata. Pierwszym laureatem została Tove Jansson, fińska pisarka, malarka, ilustratorka i rysowniczka komiksowa pisząca po szwedzku, autorka książek o Muminkach. W 2020 laureatką nagrody została pisarka i profesor Birgitta Holm za jej pionierskie badania nad życiem i twórczością Selmy Lagerlöf.

## Upamiętnienie

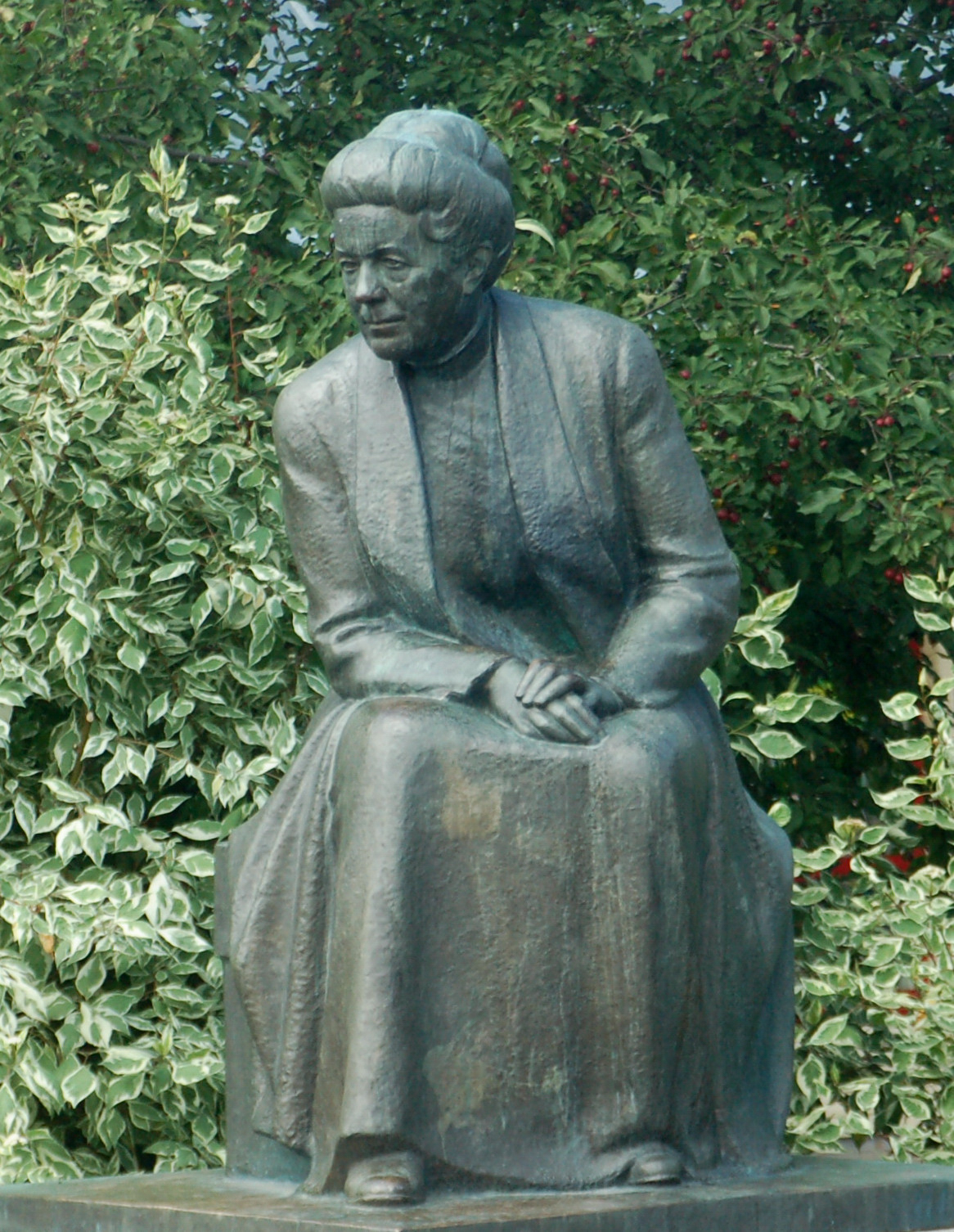
Rzeźba Arvida Backlunda w Sunne

### Rzeźby
Posąg Selmy Lagerlöf, wykonany z brązu przez Arvida Backlunda, znajduje się w parku Rottneros; drugi odlew tego samego pomnika został zainaugurowany w 1955 w American Swedish Institute w Minneapolis. Podobny posąg pisarki, autorstwa tego samego rzeźbiarza, znajduje się w Karlstadzie, Sunne i Falun.
Posąg Lagerlöf, wykonany z brązu przez Jonasa Högströma, znajduje się w Landskronie. Popiersie autorstwa Astri Taube znajduje się w parku Rottneros. Popiersie stworzone przez Jóna Leifssona umieszczono przed dawną szkołą w Västra Vemmenhög, w gminie Skurup.
W 2013 poświęcono Selmie Lagerlöf pamiątkowy kamień w Walk of Fame w Landskronie, który następnie zainaugurował król Szwecji Karol XVI Gustaw.

### Monety i banknoty okolicznościowe
Z okazji 150. rocznicy urodzin Selmy Lagerlöf szwedzki Riksbank wyemitował dwie monety okolicznościowe: srebrną o wartości 200 SEK i złotą o wartości 2000 SEK. Obie mają ten sam portret Lagerlöf jako motyw z przodu. Srebrna moneta na odwrocie ma latające gęsi, a złota moneta słonecznik. Monety zaprojektował Jon Holm.
Od 1991 do 2016 portret Selmy Lagerlöf znajdował się na szwedzkim banknocie 20 koron.

### Nagrody
Od 1984, corocznie podczas tygodnia kultury w Sunne, przyznawana jest Nagroda literacka Towarzystwa Selmy Lagerlöf dla pisarzy tworzących w duchu twórczości patronki.

### Inne

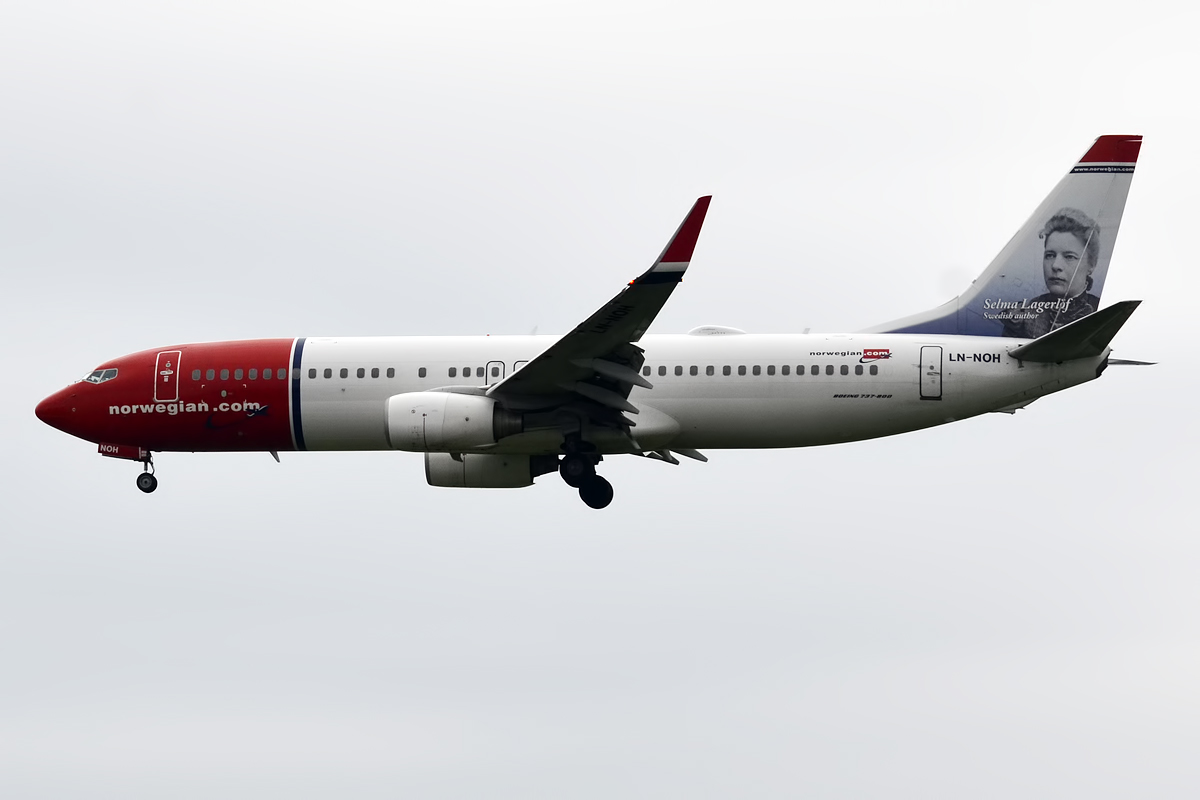
Portret Selmy Lagerlöf umieszczony na ogonie samolotu norweskich linii Norwegian

Na cześć pisarki nazwano odkrytą w 1991 asteroidę nr 11061. Jeden z kraterów na Wenus został nazwany imieniem Lagerlöf.

## Wybrane adaptacje filmowe
Wiele utworów Lagerlöf zostało sfilmowanych, zwłaszcza w epoce kina niemego, m.in. Skarb rodu Arne (1919, reż. Mauritz Stiller), Furman śmierci (1921, reż. Victor Sjöström) czy Gdy zmysły grają (1924, reż. Mauritz Stiller) z Larsem Hansonem i Gretą Garbo. Książka Cesarz Portugalii została dwukrotnie zekranizowana: w 1944 i 1993. W 1996 powstał film Jerozolima w reżyserii Billego Augusta.
Książka Cudowna podróż stała się inspiracją dla wielu twórców. Na jej postawie powstały seriale telewizyjne oraz filmy fabularne i animowane.

## Dzieła

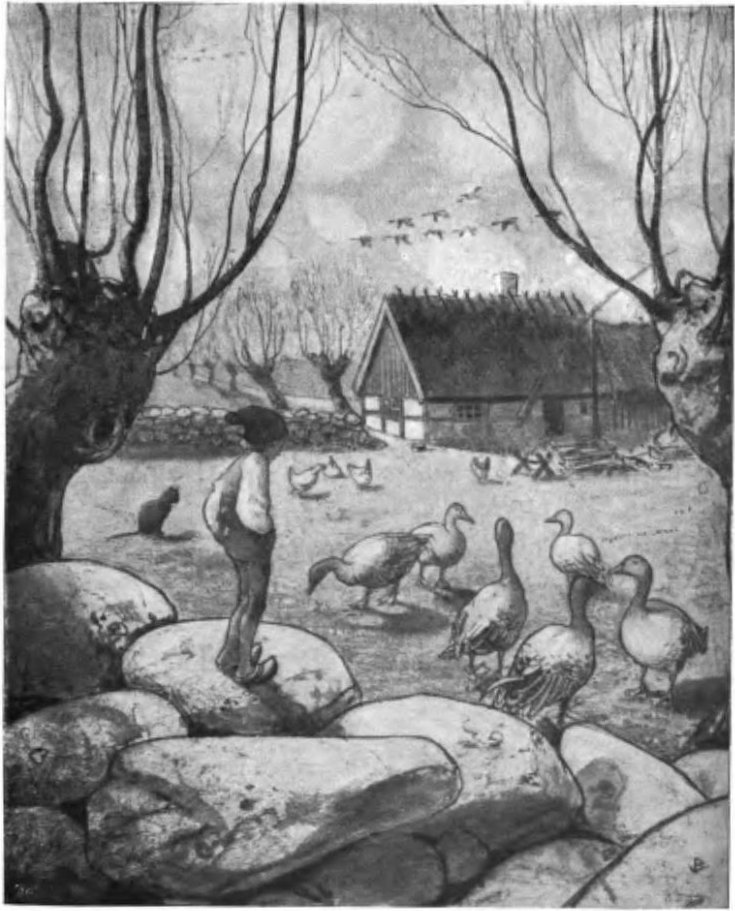
Ilustracja Johna Bauera (1906), Cudowna podróż

- Gösta Berling, 1891 (szw. Gösta Berlings saga)
- Związki niewidzialne, 1894 (szw. Osynliga länkar)
- Dziwy Antychrysta, 1897 (szw. Antikrists mirakler)
- En herrgårdssägen, 1899
- Królowe Kungachelii, 1899 (szw. Drottningar i Kungahälla)
- Jerozolima, 1901–1902 (szw. Jerusalem)
- Skarb rodu Arne, 1904 (szw. Herr Arnes penningar)
- Legendy Chrystusowe, 1904 (szw. Kristuslegender)
- Cudowna podróż, 1906–1907 (szw. Nils Holgerssons underbara resa genom Sverige)
- Ojczyzna Liljekrony, 1911 (szw. Liljecronas hem)
- Niewidzialny woźnica 1912 (szw. Körkarlen)
- Tętniące serce, 1914 (szw. Kejsarn av Portugallien)
- Troll och människor, 1915–1921
- Bannlyst, 1918
- Mårbacka, 1922
- Pierścień generała, 1925 (szw. Löwensköldska ringen)
- Charlota Loewenskoeld, 1925 (szw. Charlotte Löwensköld)
- Anna Swärd, 1928 (szw. Anna Svärd)
- Ett barns memoarer, 1930
- Dagbok för Selma Ottilia Lovisa Lagerlöf, 1932
- Höst, 1933
- Meli, 1934
- Från skilda tider, 1943–1945

## Recepcja w Polsce
W mowie noblowskiej, wygłoszonej w 1980, do Cudownej podróży nawiązał Czesław Miłosz, która, jak stwierdził, była jedną z jego ulubionych książek w dzieciństwie i wywarła duży wpływ na jego pojęcie o poezji. Hołd Selmie Lagerlöf oddała również Olga Tokarczuk w mowie wygłoszonej na bankiecie noblowskim po przyznaniu jej literackiej Nagrody Nobla w 2019.
Badaniem twórczości Selmy Lagerlöf zajmuje się w Polsce profesor Grażyna Barbara Szewczyk, germanistka i skandynawistka.